# Ixtiamel
Ixtiamel är en ort i Mexiko.   Den ligger i kommunen Coxcatlán och delstaten San Luis Potosí, i den centrala delen av landet, 230 km norr om huvudstaden Mexico City. Ixtiamel ligger 241 meter över havet och antalet invånare är 108.
Terrängen runt Ixtiamel är kuperad åt nordväst, men åt sydost är den platt. Runt Ixtiamel är det ganska tätbefolkat, med 100 invånare per kvadratkilometer. Närmaste större samhälle är Villa Terrazas, 9,7 km söder om Ixtiamel. I omgivningarna runt Ixtiamel växer huvudsakligen savannskog.